# 次丘镇
次丘镇，是中华人民共和国山東省济宁市汶上县下辖的一个乡镇级行政单位。

## 行政区划
次丘镇下辖以下地区：
河里村、中店村、三楼村、王口村、李太口村、前攒庄村、南路楼村、沈堂村、前马口村、次丘店村、西张村、次丘村、前樊村、孙口村、北黄庄村、马庄村、东温口村、后樊村、农场村、湖口村、阎高庄村、黑马沟村、南路桥村、高庄村、李魏村、大肖庄村、战湾村、鹿角湾西北村、赵村、西徐村、荣庙村、刘庄村、鹿角湾东南村、姬庄村、曹场村、白马河村、高里村、段庄村、田庄村、朱庄村、付村集村、双楼村、郑楼村、南周庄村、伊海村、鹿角湾西南村、谷桥村、西温口村和枣杭村。

## 人口
2010年中国第六次人口普查时，次丘镇共有人口70562人。共有家庭18616户，平均每户3.70人。14岁以下的少年儿童共12112人，占总人口17.16%；15-64岁人口共51136人，占总人口72.46%；65岁及以上的老年人共7314人，占总人口的10.36%。男性共计34943人，占总人口49.52%；女性共计35619，占总人口50.47%。本地居住的人口中，拥有本地户籍的人口为70018人，占99.22%。